# Johann Joseph Heinrich Bauer von Adelsbach
Johann Joseph Heinrich Bauer von Adelsbach (* 3. Mai 1719 in Würzburg; † 27. Februar 1802 in Prag) war ein deutscher Mediziner und Professor der Medizin in Prag.

## Leben
Johann Joseph Heinrich Bauer studierte an den Universitäten Straßburg und Freiburg Medizin. 1751 wurde Bauer in Altdorf promoviert.
Anschließend wirkte er als Arzt am Prager Militärspital, 1778 als Stadtphysicus und später als Professor der Medizin und zuletzt als Dekan und 1790 als Senior der medizinischen Fakultät an der Universität in Prag.
Am 12. Dezember 1753 wurde Johann Joseph Heinrich Bauer mit dem akademischen Beinamen Glauco III. als Mitglied (Matrikel-Nr. 583) in die Leopoldina aufgenommen.
Im Jahr 1793 wurde Johann Joseph Heinrich Bauer zum Edlen von Bauer und Adelsbach geadelt.

## Schriften
- Dissertatio Inavgvralis Medica De Cholera. Altdorf 1751 (reader.digitale-sammlungen.de).